# Хвалинський район
Хвалинський район (рос. Хвалынский район) — муніципальне утворення в Саратовській області. Адміністративний центр району — місто Хвалинськ. Населення району — 23 719 осіб.

## Географія
Хвалинський район — найпівнічніший в області. Розташований в лісостеповій зоні, на правому березі Волги. Рельєф району горбистий — більшу частину району займають Хвалинські гори, одні з найвищих на території Приволзької височини. Ліси та деревно-чагарникові насадження займають 28 тис. га — 14,5% площі району. Для охорони природи регіону організований Національний парк «Хвалинський».

## Історія
На вищих точках Хвалинських гір знайдено 17 городищ, датованих VI ст. до н.е.
Хвалинськ був заснований в 1556 році як російський сторожовий пост на волзькому острові Сосновий. В 1606 році поселення було перенесено на місце сучасного Хвалинська і стало селом Сосновий Острів. З 1780 року — повітове місто Хвалинськ. Хвалинськ і його околиці були одним із центрів старообрядництва Росії.
Хвалинський район як самостійна адміністративна одиниця створений в 1928 році шляхом відокремлення від Вольського району.

## Економіка
Район сільськогосподарський, виробляється зерно, овочі, фрукти, м'ясо, молоко. Загальна площа сільськогосподарських угідь становить 133 тис. га, з них рілля становить 76 тис. га, пасовища — 55 тис. га, сади — понад 1,5 тис. га.
У районі є родовища високоякісної крейди, піску та гравію.

## Пам'ятки
В районі відкрито близько тисячі археологічних пам'яток різних епох. Близько двох десятків городищ, що відносяться до VI століття до н. е.
Хвалинськ називають «Волзькою Тюрінгією», «Волзькою Швейцарією». Мальовничі крейдяні гори, порослі реліктовою рослинністю, створюють цілющий мікроклімат, численні джерела зробили район найбільш привабливим для лікування, відпочинку і туризму. На місці старообрядницьких монастирів виникли знамениті волзькі здравниці (санаторії «Черемшина», «Родник»), є також пансіонати та будинки відпочинку.
На території району розташований Національний парк «Хвалинський» площею понад 25 тисяч гектарів, в якому зустрічаються рідкісні представники флори та фауни.
В полях біля кордону з Ульянівською областю знаходиться найпівнічніший дореволюційний храм Саратовської області, побудований в 1843 році, а також нині не існуючий в Новоспаському.